# Урюш-Бітуллінська сільська рада
Урю́ш-Біту́ллінська сільська рада (рос. Урюш-Битуллинский сельский совет) — муніципальне утворення у складі Караідельського району Башкортостану, Росія. Адміністративний центр — присілок Мрясімово.
Станом на 2002 рік центром сільради був присілок Урюш-Бітулліно.

## Населення
Населення — 1074 особи (2019, 1427 в 2010, 1698 в 2002).

## Склад
До складу поселення входять такі населені пункти:
| Населений пункт           | Населення, осіб (2002) | Населення, осіб (2010) |
| ------------------------- | ---------------------- | ---------------------- |
| Атняшкіно, присілок       | 67                     | 61                     |
| Бурхановка, присілок      | 42                     | 41                     |
| Ім'яново, присілок        | 9                      | 4                      |
| Калтаси, присілок         | 3                      | 2                      |
| Красний Урюш, село        | 598                    | 502                    |
| Мрясімово, присілок       | 347                    | 243                    |
| Ніколо-Казанка, присілок  | 11                     | 12                     |
| Седяш-Нагаєво, присілок   | 111                    | 89                     |
| Татарський Урюш, присілок | 269                    | 258                    |
| Урюш-Бітулліно, присілок  | 157                    | 126                    |
| Хорошаєво, присілок       | 14                     | 20                     |
| Чемаєво, присілок         | 68                     | 66                     |
| Шаушак, присілок          | 2                      | 3                      |